# Lee Thompson Young
Lee Thompson Young (Columbia, Carolina del Sud, 1 de febrer de 1984 – Los Angeles, Califòrnia, 19 d'agost de 2013) va ser un actor estatunidenc de cinema i televisió conegut per la seva actuació a la sèrie de la Disney Channel, The Famous Jett Jackson i la sèrie policíaca de la TNT, Rizzoli & Isles.

## Biografia
Quan els seus pares es van separar va anar a viure amb la seva mare. Quan tenia 10 anys va interpretar Martin Luther King en una obra de teatre al Wheatley Report Theatre de Greenville (Carolina del Sud). Llavors, Lee va decidir que volia esdevenir actor.
El 19 d'agost de 2013, Young no es va presentar per filmar un episodi de Rizzoli & Isles. La policia va ser avisada per fer-li un control de benestar al seu apartament de Los Angeles, on va ser trobat mort. El seu manager va declarar que l'actor es va suïcidar. La policia va confirmar la causa de la mort com una ferida de bala autoinfligida. A Young se li havia diagnosticat un trastorn bipolar, pel qual havia estat prenent medicaments, i havia patit depressió abans de la seva mort.

## Carrera
Young va anar a viure a Nova York el 1996, però fins a l'any següent no va poder fer audiències per a actuar a The Famous Jett Jackson. El 1999 Young va actuar a la pel·lícula de la Disney Channel, Johnny Tsunami com Sam Sterling (un caràcter principal).
Després de la cancel·lació de The Famous Jett Jackson, va actuar a la sèrie The Guardian. També ha format part de l'elenc del film Friday Night Lights, en el paper de Chris Corner, i de la pel·lícula de Jamie Foxx, Redemption: The Stan Tookie Williams Story. Va aparèixer a la sèrie dramàtica de la UPN, South Beach. El 2006 i el 2007 va actuar en el paper de Cyborg a Smallville.
Young va aparèixer a les pel·lícules Akeelah and the Bee i The Hills Have Eyes 2. El 2009 va actuar a la sèrie de televisió còmica Scrubs. Young va actuar en el rol d'un agent de l'FBI a la sèrie FlashForward, sèrie de la que en va escriure el setè capítol. Feia el paper de Barry Frost al telesèrie de drama de la TNT, Rizzoli & Isles i ha aparegut a la sèrie de la Fox, The Good Guys. El 2009 també va participar en un videoclip de Sugababes.

## Filmografia

### Cinema
- The Hills Have Eyes 2 (2007) ... Private Delmar Reed
- Akeelah and the Bee (2006) ... Devon
- Friday Night Lights (2004) ... Chris Comer
- Redemption: The Stan Tookie Williams Story (2004) ... Charles Becnel
- Jett Jackson: The Movie (2001) ... Jett Jackson
- Johnny Tsunami (1999) ... Sam Sterling

### Televisió
- The Famous Jett Jackson (1999-2001) ... Jett Jackson
- Jake 2.0 (2003) ... Prince Malik Namir
- Xiaolin Showdown (2003) ... Jermaine (veu)
- South Beach (2006) ... Alex Bauer
- Smallville (2006, 2007 & 2010) ... Victor Stone/Cyborg
- Terminator: The Sarah Connor Chronicles (2008) ... Agent Stewart
- Kevin Hill ... Levi
- Scrubs (2009) ... Derek
- FlashForward (2009-2010)... Al Gough
- Lincoln Heights (2009) ... Julian
- The Good Guys (2010) ... Eric Williams
- Rizzoli & Isles (2010) ... Barry Frost
- The Event (2011)